# Покальчук, Александр Антонович
Александр Антонович Покальчук (1923, Великая Фосня, Овручский район — 18 августа 1942, Клетская, Сталинградская область) — участник Великой Отечественной войны, младший лейтенант 93-го стрелкового полка 76-й стрелковой дивизии 21-й армии Сталинградского фронта, командир взвода. Закрыл своим телом амбразуру пулемёта.

## Биография
Родился в 1923 году в селе Великая Фосня Овручского района Житомирской области. Украинец. Член ВЛКСМ. Призван в армию в 1940 году.
С 23 июля 1942 года, будучи командиром взвода 93-го стрелкового полка 76-й стрелковой дивизии, участвовал в боях на подступах к Сталинграду.
Похоронен в Клетской вместе с П. Л. Гутченко. На могиле установлен памятник.

## Подвиг
18 августа 1942 года 1942 года 93-й стрелковый полк вёл бой за расширение захваченного накануне плацдарма на правом берегу Дона близ Клетской. На меловом бугре, расположенном непосредственно в станице, был оборудован дзот, из которого вёлся круговой пулемётный обстрел, делающий невозможным дальнейшее продвижение советских войск. С двух сторон к дзоту скрытно подползли вооружённые гранатами заместитель политрука П. Л. Гутченко и командир взвода младший лейтенант А. А. Покальчук. Каждый из них метнули в дзот по две гранаты, однако безуспешно. Тогда П. Л. Гутченко и А. А. Покальчук поднялись и с разных сторон одновременно бросились к амбразурам и закрыли их своими телами.

#### альтернативные версии
В одном из источников утверждается, что дзот был двухамбразурный, в другом — что первым закрыл амбразуру П. Л. Гутченко, но был сброшен с неё и затем ту же амбразуру закрыл А. А. Покальчук.

## Награды и память
- Орден Ленина — Указ Президиума ВС СССР от 4 февраля 1943 года — посмертно.
- В мае 1964 года приказом Министра обороны навечно зачислен в списки гвардейской части.
- Имя Александра Покальчука носят верхнефоснянская средняя школа и одна из улиц города Овруч.
- Один из теплоходов, приписанный к Черноморскому пароходству, носит имя «Александр Покальчук»[1].
- В СССР в 1968 году выпущена марка с изображением Александра Покальчука[3].